# Joachim Rønnow
Joachim Rønnow 1500-1542 var en dansk biskop. Han var den sidste katolske biskop i Roskilde Stift 1529-1536.
I 1536 blev det katolske bispegods i Danmark overtaget af staten, og han blev fængslet sammen med de øvrige bisper, men hans løsladelse trak længst ud, og han døde i fængslet på Københavns slot 1. maj 1542.